# Schwarzfrüchtiger Drahtstrauch
Der Schwarzfrüchtige Drahtstrauch (Muehlenbeckia axillaris) ist eine Pflanzenart aus der Gattung der Drahtsträucher. Sie wird in der Familie der Knöterichgewächse (Polygonaceae) der Unterfamilie Polygonoideae zugeordnet.

## Beschreibung
Der Schwarzfrüchtige Drahtstrauch ist ein niedriger, oft halbimmergrüner, kriechender, mattenartig wachsender Zwergstrauch bzw. Halbstrauch mit drahtartigen, dünnen, fein grau behaarten, goldfarbenen bis schwarzen Zweigen. Die wechselständigen, kleinen, dicklichen, ganzrandigen und kahlen, stumpfen bis rundspitzigen Laubblätter sind eiförmig bis rund oder verkehrt-eiförmig, 5 bis 10 Millimeter lang und haben einen etwa 3 Millimeter langen Stiel. Die Blattoberseite ist dunkelgrün, die Unterseite graugrün.

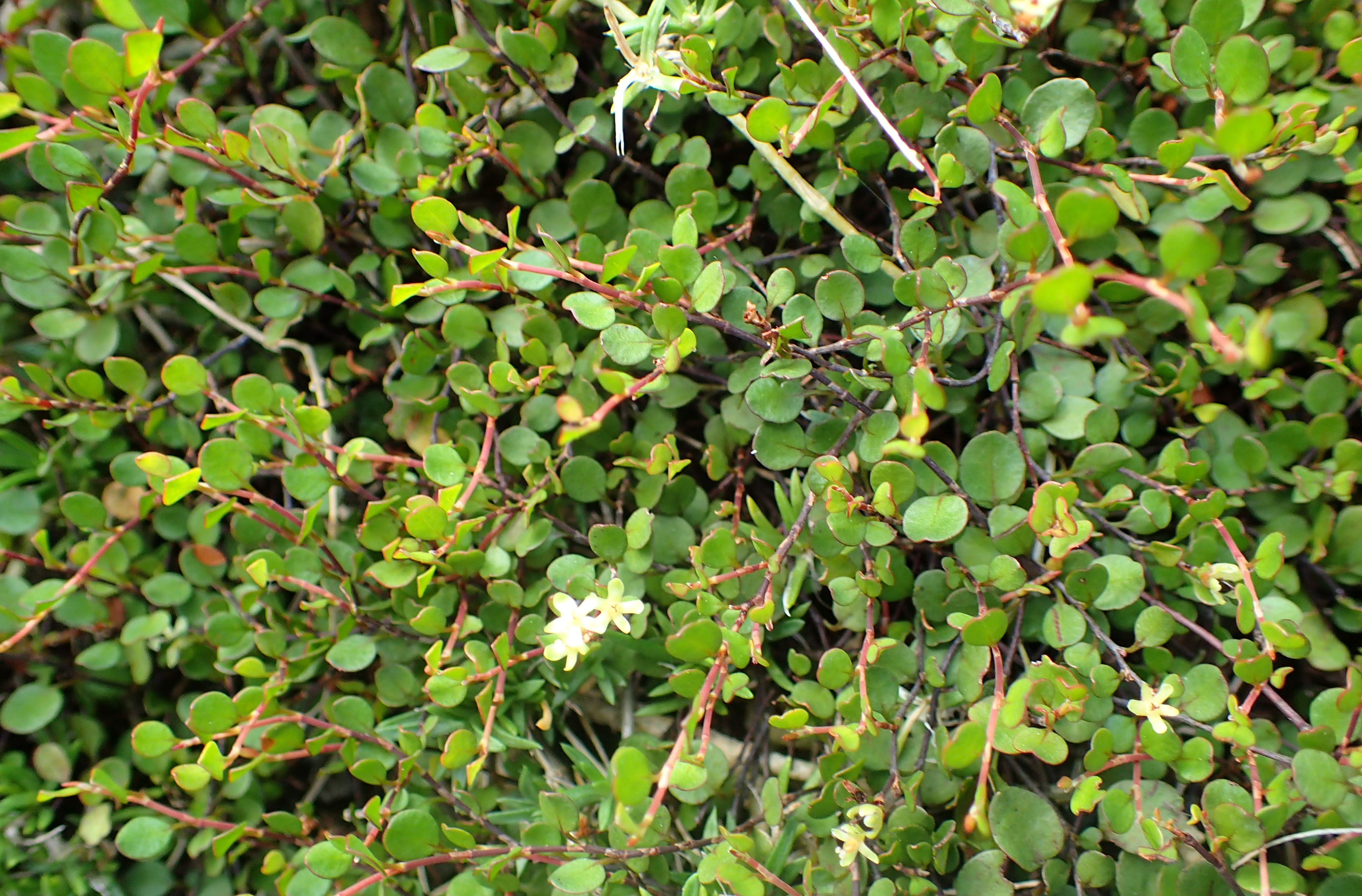
Schwarzfrüchtiger Drahtstrauch (Muehlenbeckia axillaris)

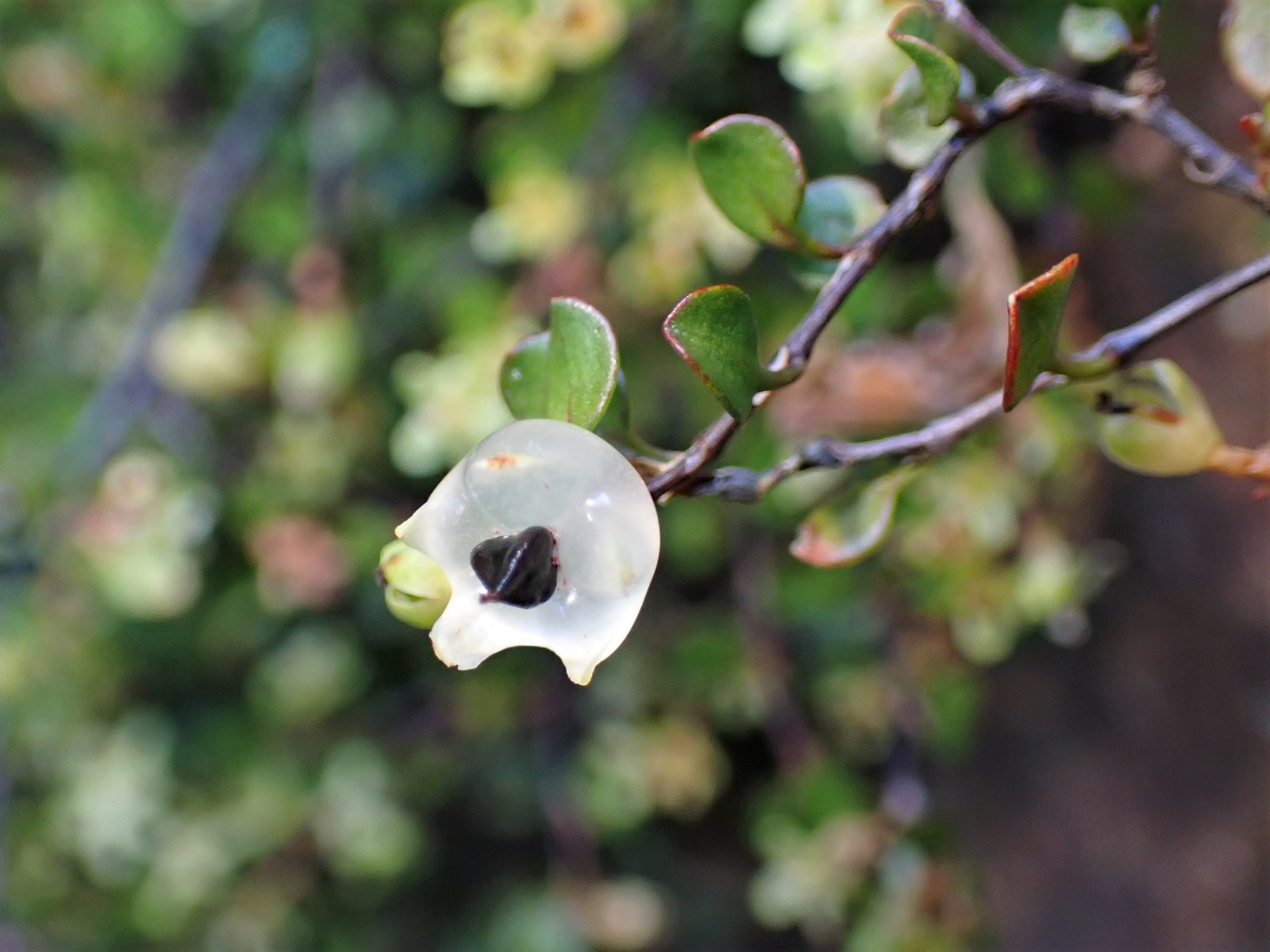
Frucht im beständigen, fleischigen Perianth

Muehlenbeckia axillaris ist zweihäusig diözisch. Die kurz gestielten, funktionell eingeschlechtlichen oder zwittrigen Blüten mit einfacher, fünfteiliger Blütenhülle sind gelblich grün, später weiß und stehen einzeln oder zu zweit in den Blattachseln. Die Art blüht von Mai bis Juni.
Die kleinen, dreikantigen Früchte (Nuss, Achäne) mit beständigem, fleischigem Perianth und Griffelresten sind schwarz und glänzend.
Die Chromosomenzahl beträgt 2n = 20.

## Verbreitung
Man findet die Art in Neuseeland in kühlfeuchten Wäldern auf durchlässigen, frischen bis feuchten, mäßig nährstoffreichen, sandigen oder kiesig-humosen, sauren bis neutralen Böden. Sie meidet jedoch kalkhaltige Böden. Die Art bevorzugt sonnige Standorte, sie ist wärmeliebend und nur mäßig frosthart.

## Taxonomie
Der Schwarzfrüchtige Drahtstrauch wurde von Joseph Dalton Hooker 1847 als Polygonum axillare erstbeschrieben. Von Wilhelm Gerhard Walpers wurde er 1849 als Muehlenbeckia axillaris (Hook.f.) Walp. in die Gattung Muehlenbeckia Meisn. gestellt.